# Европейский университет (Скопье)
Европейский университет в Скопье (макед. Европски универзитет Скопје) — частный университет, находящийся в Скопье, Северная Македония.

## История
Европейский университет начал свою деятельность с основания факультета социальных наук в 2001 году. Деятельность университета получила признание в июне 2005 года, когда он был аккредитован Советом по аккредитации Республики Северная Македония.
Первоначально существовало два факультета — факультет экономических наук и факультет информатики. В ноябре 2006 года были основаны и аккредитованы ещё три факультета:
- Факультет связи и медиа
- Факультет государственного управления
- Факультет искусства и дизайна

В мае 2006 года решением № 12 Аккредитации Республики Северная Македония было подтверждено соответствие программ Европейского университета европейским стандартам модуля обучения 3 + 2.

## Адрес
- Европейский университет в Республике Македония
- Kliment Ohridski Blvd 68
- Скопье 1000, Северная Македония

## Факультеты
В университете семь факультетов:
- Факультет экономики
- Факультет информатики
- Факультет права
- Факультет искусства и дизайна
- Факультет детективов и криминологии
- Факультет стоматологии

## Аккредитация
Университет является единственным высшим учебным заведением на Балканах, чьи программы бакалавриата и магистратуры экономического факультета были аккредитованы Международной ассамблеей университетского бизнес-образования (IACBE). IACBE — это орган для аккредитации бизнес-программ и программ обучения, связанных с бизнесом бакалавриата и последипломного образования в колледжах и университетах. IACBE насчитывает более 200 университетов-членов. Их аккредитация означает, что степени, полученные от EURM, признаются колледжами в США и другими членами IACBE.

## Известные преподаватели
- Зоран Жолевски — бывший посол Македонии в США